# Gory Gopéla
Gory Gopéla è un comune rurale del Mali facente parte del circondario di Kayes, nella regione omonima.
Il comune è composto da 5 nuclei abitati:
- Bougountinti
- Dag-Dag
- Gory Gopéla
- Koumaréfara
- Tichy-Gansoye